# Melissa Borjas
Pour les articles homonymes, voir Borjas (homonymie).
Melissa Paola Borjas Pastrana, née le 20 octobre 1986 à Tegucigalpa, est une arbitre internationale hondurienne de football.
Elle est arbitre internationale FIFA depuis 2013[réf. souhaitée]. Elle est désignée par la FIFA pour officier durant la Coupe du monde féminine 2019.